# Национальное собрание (1871—1875)
Национальное собрание (фр. Assemblée nationale) Франции 1871—1875 годов, избранное во время франко-прусской войны, выработало конституцию 1875 г.

## Организация
Национальное собрание, по конституции 1875 г., составляется соединением в одно целое сената и палаты депутатов. Председатель сената председательствует в Национальном собрании, которое он и созывает. Решения Национального собрания постановляются по абсолютному большинству голосов.
Национальное собрание собирается в Версале:
- 1) для избрания президента республики, когда его пост становится вакантным, вследствие ли истечения законного срока полномочий, или отставки, или смерти,
- 2) для пересмотра конституционных законов, когда обе палаты признают его необходимым (по предложению президента республики или по инициативе депутатов или сенаторов).

## История

### Выборы
Опубликованный правительством национальной обороны тотчас по заключении перемирия с Пруссией, избирательный декрет 29 января 1871 г. предлагал выбрать — всеобщей подачей голосов — 768 депутатов (включая депутатов от колоний). Выборы производились по департаментским спискам и происходили 8 февраля 1871 г. при чрезвычайно неблагоприятных условиях, так как значительная часть страны была еще занята неприятелем.

### Вопрос о заключении мира
Прежде всего решению Национального собрания подлежал вопрос о продолжении войны или заключении мира. Так как громадное большинство в провинции желало мира, то ревностные республиканцы разных оттенков, стоявшие за продолжение войны, получили в Национальном собрании лишь около 250 мест, большинство же состояло из легитимистов и орлеанистов; бонапартистов в Национальном собрании сначала почти не было: на выборах 8 февраля их не выбрал ни один департамент, кроме Корсики.
12 февраля 1871 г. Национальное собрание открылось в Бордо, в фойе театра; 13-го правительство национальной обороны сложило с себя власть. Председателем Национального собрания был избран республиканец Жюль Греви, а главой исполнительной власти — Тьер (17 февраля); затем заседания были отсрочены до окончания переговоров о мире.
26 февраля был подписан предварительный мирный договор; 1 марта Национальное собрание, несмотря на горячие протесты некоторых депутатов, приняло главные статьи договора, — подавляющим большинством. Оно подтвердило низложение Наполеона III и его династии, отклонило требование о перенесении заседаний в Париж и приняло несколько неудачных мер (например, относительно приступа к уплате по долговым обязательствам), вызвавших сильное неудовольствие в Париже.

### Собрание и Парижская коммуна
18 марта произошло восстание в Париже; образовалась коммуна. Соглашение с ней было отвергнуто Национальным собранием, которое проголосовало за общий для всей Франции муниципальный закон. 18 мая оно ратифицировало заключённый во Франкфурте мирный договор; в конце того же месяца была одержана окончательная победа над коммуной.

### Несогласованность большинства
Явно враждебное к правительству национальной обороны, Национальное собрание назначило комиссии для расследования его действий. Вскоре со стороны монархистов начались нападки и на Тьера, которого некоторые члены правой обвиняли в терпимости к повстанцам. Национальное собрание отменило законы об изгнании орлеанских принцев и проверило полномочия тех из них, которые были избраны депутатами; в декабре 1872 г. оно возвратило им их земельные имущества, конфискованные при империи. Реакционные и клерикальные стремления большинства Национального собрания постепенно становились все яснее, тогда как частичные выборы явно указывали на сочувствие страны к республике.
В первых числах июня Национальное собрание проголосовало, по предложению Тьера, заем в 21,2 миллиарда, из которых два должны были пойти на уплату военного вознаграждения; далее оно обсудило и приняло закон о генеральных советах (расширявший их сферу действий) и военный закон, установивший всеобщую воинскую повинность.
В конце августа Национальное собрание продлило власть Тьера на 3 года и дало ему титул «президента республики», в силу «своей учредительной власти, составляющей принадлежность его суверенитета»; эту учредительную власть оспаривал у Национального собрания Гамбетта.
Оно не торопилось, однако, с выработкой конституции, потому что не было еще согласия относительно самого существенного вопроса. Члены правой партии надеялись на монархическую реставрацию, но сам «король» (граф Шамбор) портил их дело своей неуступчивостью. Тьер, искренне считавший республику единственной возможной тогда формой правления, становился все более тягостным для большинства Национального собрания, но все еще казался незаменимым; когда в январе 1872 г. он остался по финансовому вопросу в меньшинстве и подал в отставку, собрание отказалось принять её. Между тем распался левый центр: около 40 членов его перешли к правому центру, остальные присоединились к приверженцам республики.
Летом 1872 г. Национальное собрание голосовало за соглашение с Германией об уплате военного вознаграждения и об очищении немцами французской территории и приняло предложенный правительством заём в три миллиарда.
Агитация в пользу роспуска собрания стала усиливаться: манифест республиканской партии от 2 августа. Послание Тьера от 13 ноября 1872 г., указывавшее, что спасение Франции — единственно в республике, вызвало сильное раздражение среди правых. Большинство комиссии тридцати, выбранной для выработки проекта закона о взаимных отношениях президента и собрания, было монархическое.
В середине марта, по предложению комиссии, право президента республики участвовать в прениях собрания было подвергнуто ограничениям. 16 марта было объявлено о предстоящей уплате последнего миллиарда вознаграждения и об очищении французской территории.
Правые чувствовали себя теперь, благодаря слиянию разных фракций, настолько сильными, что нашли возможным начать решительную борьбу с республиканской партией. Неудобный для них председатель собрания Греви вынужден был сложить с себя это звание; его место занял, 4 апреля 1873 г., Бюффе, кандидат правых. Несколько дней спустя интерпелляция правой о «необходимости дать преобладание решительно консервативной политике» и заявление её сторонников (речь Брольи), что вновь образованное Тьером министерство не представляет достаточных гарантий для борьбы с радикализмом, вынудили президента республики поставить вопрос о доверии и, после того как принятый им простой переход к очередным делам был отвергнут 362 голосами против 348 — подать в отставку, которая и была принята 368 голосами против 339 24 мая 1873 г.

### Угроза новой монархии
Затем 390 голосами из 392 голосовавших (остальные воздержались) президентом республики был избран маршал Мак-Магон, который образовал «министерство борьбы» (Брольи), проникнутое враждой к республике и клерикальным фанатизмом. Опасность для республики сделалось очень велика, когда 14 октября граф Шамбор согласился на условия, предложенные ему от имени монархического комитета девяти.
22 октября, по предложению комитета девяти, был даже выработан обеими группами правых проект закона о восстановлении монархии; но сам граф Шамбор снова испортил дело своих сторонников своей несговорчивостью, в особенности отказом принять трёхцветное знамя. Реставрация не удалась.
20 ноября были продолжены на 7 лет полномочия маршала Мак-Магона (383 голоса против 317), и вслед за тем образована комиссия тридцати, для рассмотрения проектов конституционных законов. Громадное большинство её составляли монархисты. Вопрос о септеннате вызвал несогласие между правительством и легитимистами, а отношение министров к бонапартистской манифестации поссорило их и с приверженцами империи.
В январе 1874 г. был принят закон о мэрах, предоставлявший назначение их правительству.
В мае 1874 г. министерство Брольи уступило место бонапартистскому и клерикальному кабинету Маня и Фурту.
При обсуждении избирательного закона, вторая комиссия тридцати понесла поражение; всеобщее голосование было сохранено.

### Конституционные законы 1875 года
Начавшееся 21 января 1875 г. обсуждение конституционных законов вызвало в собрании сильное разногласие: монархисты не хотели голосовать за республику, но большинство не соглашалось и на проект комиссии тридцати, предлагавший нечто вроде диктатуры для маршала. Вследствие образа действий графа Шамбора и несогласий в среде монархистов, о непосредственном восстановлении монархии нельзя было и думать.
Между тем извне грозила опасность нового немецкого вторжения; необходимо было решиться на что-нибудь. Монархист Валлон (Henri Wallon) предложил, 30 января 1875 г., поправку к проекту конституционного закона, следующего содержания: «Президент республики избирается большинством голосов сената и палаты депутатов, соединённых в Национальном собрании; он назначается на 7 лет и может быть переизбран». Поправка Валлона (фр. Amendement Wallon) была принята 353 голосами против 352 и таким образом, благодаря присоединению к левым нескольких членов конституционной правой, была установлена республика, большинством одного голоса.
Но и после этого, казалось, было еще далеко до конца: ожесточенная борьба завязалась вокруг проекта о сенате. Наконец, был принят проект Валлона, по которому избрание 75 пожизненных сенаторов было предоставлено Национальному собранию, а остальных 225, избираемых на 9 лет, — особым избирательным коллегиям. По предложению Валлона, принято было право президента распускать палату депутатов, с согласия сената; пересмотр конституционных законов вверен обеим палатам, соединенным в Национальном собрании. По предложению Равинеля (Charles de Ravinel), местопребыванием обеих палат и исполнительной власти назначен был Версаль: Национальное собрание до самого конца осталось верно своей вражде к Парижу.
Закон о сенате был принят 24-го февраля 1875 г.; на следующий день прошёл и весь закон об организации государственных властей (425 голосов против 254). Приняв, затем, закон о свободе высшего преподавания, избирательный закон и некоторые другие и назначив 75 пожизненных сенаторов, Национальное собрание, наконец, разошлось 31 декабря 1875 г.